# قوزلو (مغان)

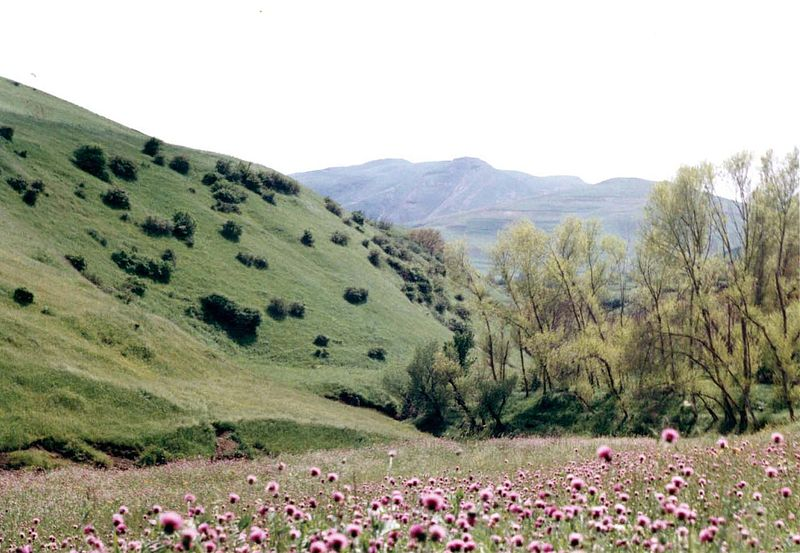
نمايي از روستاي قوزلو

قوزلو در شمال غربی کشور ایران، غرب دریای خزر، شمال شرقی آذربایجان، شمال استان اردبیل و جنوب شـرقی شهر گرمی مغــان، در دهستان اینی از بخش مرکزی شهرستان مغان، بین ۴۸ درجه و۸ دقیقه طــول شرقی از نصف النهار مبدأ و۳۹ درجه و۱دقیقه عرض شمالی از خط استوا واقع شـــده‌است.
این روستا از سمت شمال به اراضی روستاهای ایزمارا و قنبرلو از سمت شرق به اراضی روستاهای تپه، شاوون و بی‌اره و از سمت جنوب به اراضی روستای اینی و از سمت غرب به اراضی روستای ایزمارا متصل است. ارتفاع متوســــــط آن از سطــــح دریاهــای آزاد حــدود ۱۰۰۰(هزار) متر است. فاصله آن هم با شهــر گرمی مغــــان حدود هفت کیلومتر و با اردبیل صد و ده کیلومتر می‌باشد.

## وجه تسمیه

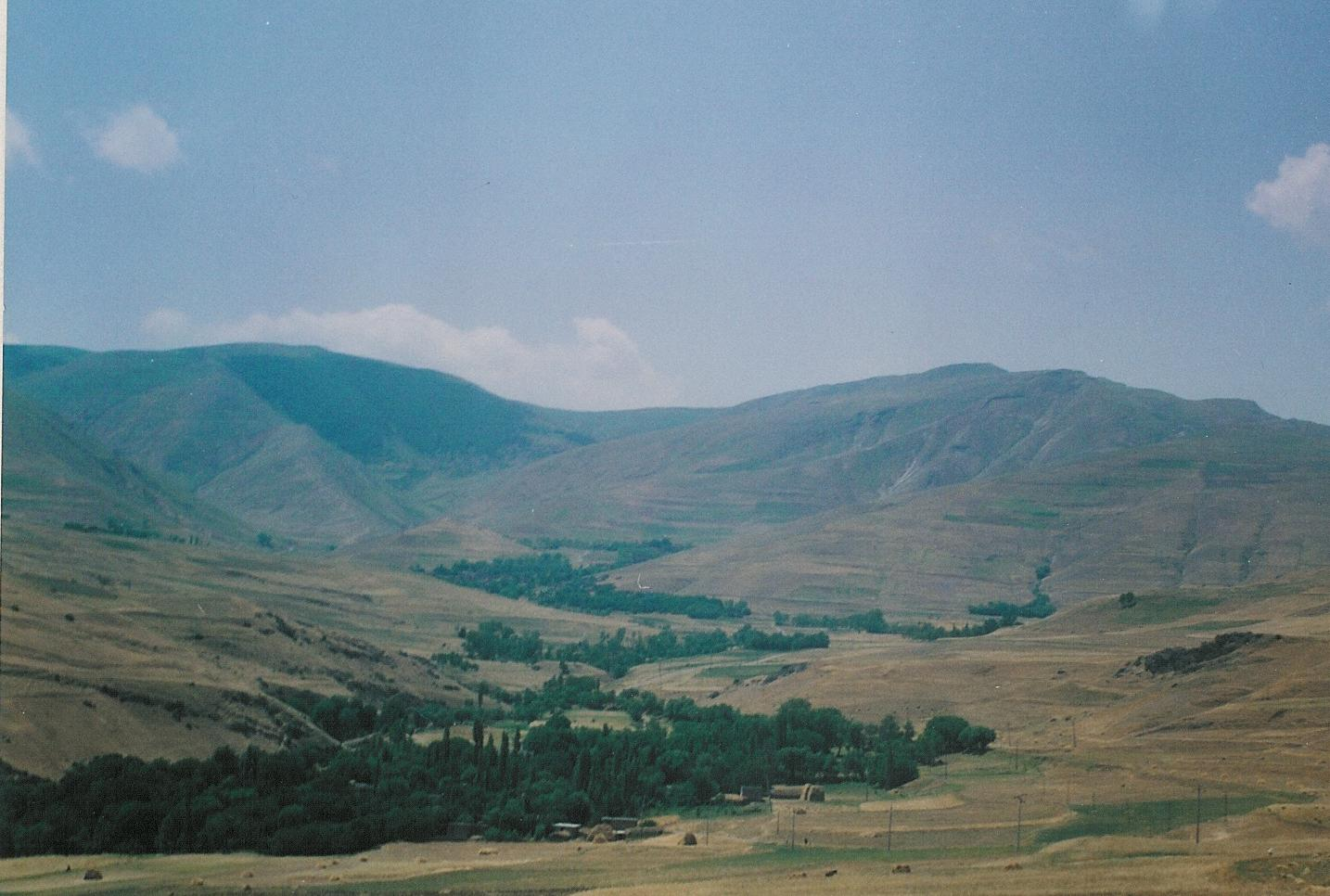
نمايي از روستاي قوزلو به سمت كوههاي شين آوار

از چندین سده گذشته، این محل به نام قوزلو و غوزلو شناخته می‌شده‌است. درباره علت نامگذاری آن به قوزلو یا غوزلو چند نظر وجود دارد؛ یکی اینکه عده‌ای از مورخان معتقدند که نام همه روستاهایی که فعلاً در آذربایجـــــان به نام قــــــوزلو شناخته می‌شوند از نام طایفه «اوغوز» که عربها «غُز» می‌گفتند، گرفته شده‌است. اوغوزها یا غوزها، جد ترکان امروزی منطقه آذربایجان به‌شمار می‌روند و بنا به نوشته آقای نیایش در صفحه۲۱ کتاب آذربایجان و هویت «سیل عظیمی از اوغوزها در قرن یازدهم میلادی وارد ایران شده و به ویژه در قسمت‌های شمال غربی کشورمان ساکن گشتند». بالطبع مغان هم به عنوان یکی از بهترین و خوش آب و هواترین منطقه شمال غرب کشور یعنی آذربایجان، محل سکونت این قوم بوده‌است و روستای قوزلوی فعلی هم که در یکی از بهترین نقاط مغان واقع شده، محل سکونت این قوم بوده و نام خود را از همان قوم گرفته‌است. نظر دیگر درباره وجه تسمیه قوزلو اینست که، عده‌ای معتقدند چون در ترکی آذربایجانی به درخت گردو «قوز» هم گفته می‌شود و در این روستا باغات گردوی فراوانی وجود دارد، پس نام آن به همین علت به قوزلو معروف شده‌است. اما با تأمل در این موضوع می‌بینیم که این نظریه به چند علت زیاد قابل استناد نیست چون؛ اولاً در بیشتر روستاهای ترک‌زبان کشورمان، باغات گردوی زیادی وجود دارد ولی هیچ وقت قوزلو نامیده نشده‌اند. پس اگر این نظر صحیح بود باید همه این روستاها امروزه به این نام نامیده می‌شدند. ثانیاً امروزه روستاهای زیاد وجود دارند که قوزلو نامیده می‌شوند در حالیکه هـــــیچ درخت گردویی در آن‌ها دیده نمی‌شوند. ثالثاً اگر به فرض اینکه وفور درختان گردو سبب نامیدن این روستا به قوزلو شده باشد پس این درختان گردو را چه کسانی کاشته‌اند و این محل را که به کاشتن درخت گردو در آن اقدام کرده‌اند چه می‌نامیده اند؟ به نظر نگارنده آنچــه درباره وجه تسمیه این روستا قابل قبول و صحیح است، این است که این روستا بعد از اسکان اوغوزها در آن به اوغوزلو، غوزلو و قوزلو معـروف شده و این طایفه اقدام به کاشت درختان گردو در آن نموده‌اند و همین درختان گردو، امروزه عده‌ای را در خصوص وجه تسمیــــه آن دچار اشتباه ساخته‌است. پس نام اصلـــــی و قدیمــــــی این روستا «غوزلو» می‌باشد، اما چون «مخرج «غ» در هجای اوّل واژگان ترکی نمی‌آید » نام این روستـــا به صورت قــوزلو (gozloo) درآمده‌است.

## باغات
روستای قوزلو دارای باغات متنوعی است. مهمترین محصولات باغی روستای قوزلو که در بازارهای محلی و منطقه‌ای به فروش می‌رسد باغات گردو است. گردوهای این منطقه از انواع مختلفی برخوردار است. علاوه برروستاهای اطراف به مانند ایزماره که به‌طور سنتی از قدیم‌الایام گردوهای خود را از این روستا تأمین می‌کنند، قسمتی از گردوی بازار شهر گئرمی موغان (گرمی) نیز از این روستا تأمین می‌شود.
به، آلو، آلوچه، آلبالو و... از دیگر محصولات باغی این روستا هستند. در سال‌های اخیر کاشت باغات گردوی اسراییلی و باغات گیلاس و هلو نیز در روستا رواج پیدا کرده‌است. وجود باغات گردو در این روستا باعث به وجود آمدن فرهنگ خاص مرتبط با گردو در روستای قوزلو شده‌است. انواع بازی‌هایی که نوجوانان و جوانان با گردو انجام می‌دادند از مفرح‌ترین بازی چند سال گذشته به حساب می‌آمد. که با تغییرات فرهنگی - جمعیتی چند سال اخیر کمرنگ تر شده‌است. وجود رودخانه قوزلو چای / اوجرلو چای مهم‌ترین عامل وجود این باغات است. رودخانه با عبور از بستر خود پوشش گیاهی متفاوتی را در حاشیه خود به تاحدود ۵۰۰ متر ایجاد کرده‌است. وجود چشمه‌ها و سرشاخه‌های رودخانه در دره‌ها نیز باعث ایجاد پوشش گیاهی متنوع در اطراف روستا شده‌است.
وجود باغات متمرکز به همراه وجود پوشش گیاهی به صورت پراکنده باعث شده‌است تا چهره روستا به صورت سرسبز ییلاقی جلوه کند. درختان پراکنده عموماً از گونه آلچه (آلوچه)، سویوت (بید)، قاواق (سرو)، چاغالا (چاغالی)، بویورتکان (تمشک)، گیلدیگ و... می‌باشد.
طبق خاطرات سالخوردگان روستا و نام‌های باقی‌مانده زمین‌های اطراف، در زمان‌های قدیم وسعت باغات روستا بیشتر بوده‌است. وجود منطقه‌ای با نام باغ یئری در نزدیکی شمال شرقی روستا موید این امر است. این زمین‌ها در زمان حاضر فاقد هرگونه درختی است و به صورت زمین‌های کشاورزی درآمده‌است. علت این امر را سالخوردگان روستا، خشکسالی و به دنبال فقر و روزگاری سختی معرفی می‌کنند که به واسطه آن بسیاری از درختان خشک و بسیاری دیگر برای فروش و همچنین مصرف فردی قطع شده‌اند. آنگونه که ادعا می‌کنند این امر علاوه بر باغات روستا به جنگل‌های کل منطقه صدمه زده‌است. و 

## گیاهان دارویی
طبیعت روستای قوزلو یکی از مکان‌های رویش انواع گیاهان دارویی است. از جمله این گیاهان می‌توان به بومادران، گل گاوزبان، بابونه، کاکوتی، نعناع و... اشاره کرد. استفاده از گیاهان دارویی به صورت سنتی در روستا رایج است. زنان و دختران روستا با جمع‌آوری گیاهان دارویی مختلف اقدام به پخت این گیاهان می‌نمایند که در روستا به آن تره می‌گویند برخی دیگر از گیاهان دارویی با آب جوش دم کرده و مصرف می‌کنند که بابونه از این جمله‌است. استفاده دیگر از گیاهان دارویی پختن «کته» است که نباید با کته‌ای در جاهای دیگر ایران در معنای برنج آب پز به کار می‌رود اشتباه گرفت. استفاده تجاری از گیاهان دارویی چندان رایج نیست. اما در زمان گذشته جوانان با جمع‌آوری و فروش سومورخان گولو مشغول می‌شدند و در زمان‌های اخیر برخی از افراد به صورت منفرد و به صورت نامنظم (بدون اینکه کار هر ساله‌شان باشد) اقدام به جمع‌آوری و فروش برخی از گیاهان دارویی می‌کنند.

## درختان دیرزیست

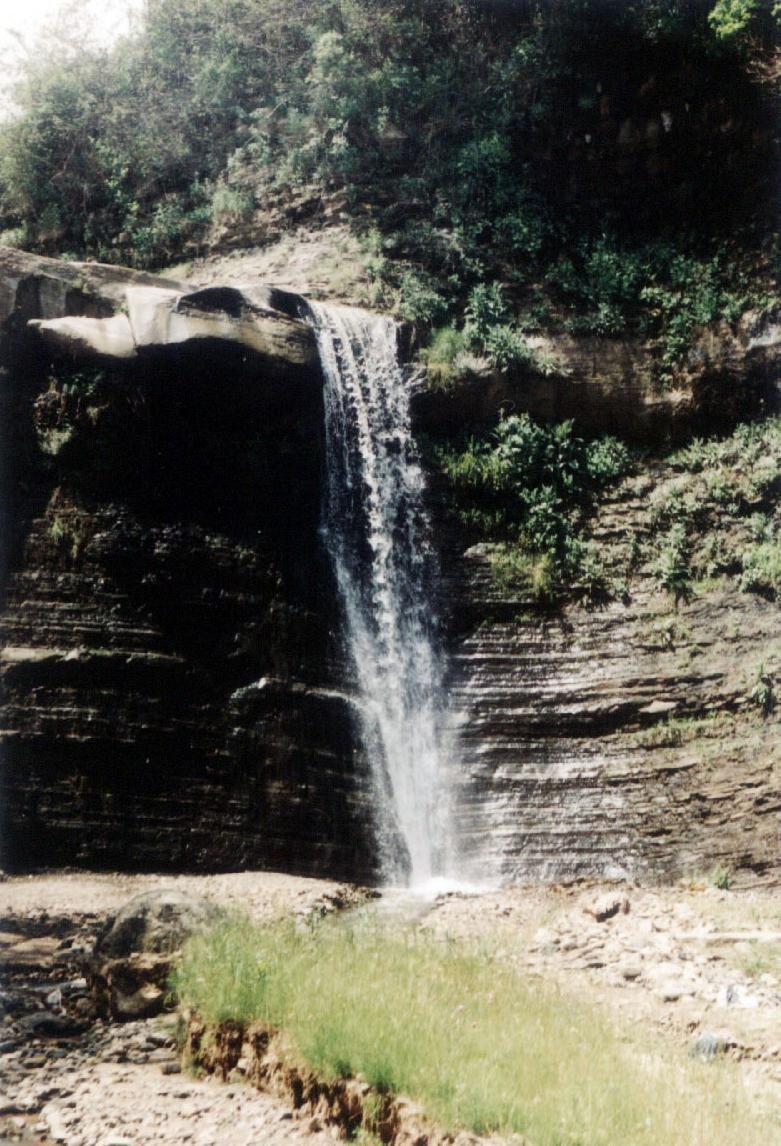
نمايي از آبشار جوما شوله سيروستای

قوزلو دارای چندین درخت کهنسال و دیرزیست گردو، مخصوصاً در اطراف چشمه شوربولاغ Şor Bulağ می‌باشد. بنا بر اعتقاد برخی از اهالی، عمر یکی از درختان گردو معرف به فندق به چندین نسل می‌رسد به‌طوری‌که پدربزرگان پدربزرگشان آن را در همان اندازه به یاد داشته‌اند. عمر این درخت گردو را می‌توان بین ۲۰۰ تا ۵۰۰ سال تخمین زد. به علت قطر زیاد درخت و همچنین پوسیدگی قسمتی از تنه آن سوراخی غار مانند در داخل آن ایجاد شده‌است که محلی برای قائم شدن و بازی کردن کودکان کنجکاو و بازیگوش روستا است. این درختان کهنسال با قطر زیاد و ارتفاع زیاد از فاصله‌های دور قابل مشاهده‌است. زیبایی‌های این درختان به عنوان یکی از جاذبه‌های گردشگری روستای قوزلو می‌باشند.

## چشمه شوربولاق
چشمه شور بولاغ در قسمت شمال شرق روستا واقع شده‌است. محلی که شوربولاغ در آن واقع است در واقع باتلاقی است متشکل از چندین چشمه که از چندین نقطه آن می‌جوشند. تا قبل از خشکسالی‌های دهه گذشته چشمه‌های شوربولاغ بسیار پرآب و محدوده باتلاقی وسیع تر بود اما بعد از وقوع خشکسالی‌های اخیر و با کاسته شدن از میزان آبدهی چشمه‌های شوربولاغ از میزان زمین باتلاقی کاسته شده‌است و سه چشمه اصلی در آن باقی‌مانده‌اند. در سال‌های پرباران تعداد چشمه‌ها به شدت افزایش مییابد و بر وسعت باتلاق افزوده می‌شود. قبل از لوله کشی آب به داخل منازل روستا (قبل از ۱۳۸۸ که شیرهای آب به صورت برداشت مشترک بین چند خانوار بود) از آب یکی از چشمه‌های برای شستن البسه و ظروف استفاده می‌شدن. برای این امر آب آن به یک محل خاص هدایت شده و با استفاده از لوله یا تکه‌های ایرانیت با ارتفاع حدود ۳۰ تا ۴۰ سانتی‌متر ارتفاع از سطح زمین قرار داده می‌شد تا برای شستشو و برداشتن آب قابل استفاده باشد. چشمه دومی در واقع چاله‌است به عمق دو متر که روی و
اطراف آن با سنگ مرتب شده‌است. ساخت این چشمه را به آلیشان ابراهیمی نسبت می‌دهند.

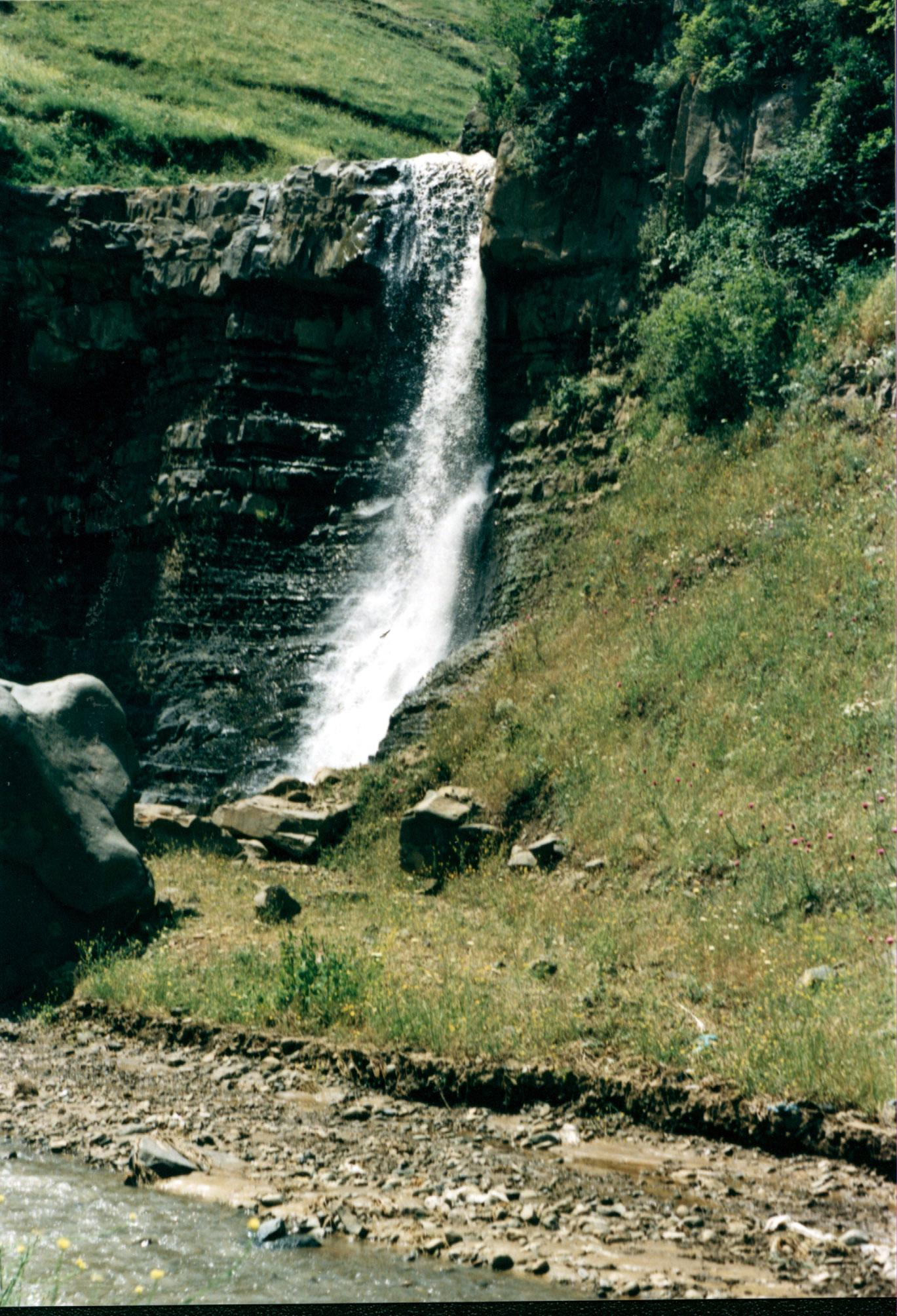
نمايي از آبشار بويوك شوله

از آب این چشمه نیز برای شستن البسه و ظروف و همچنین برداشت به وسیله دبه استفاده می‌شود. آب چشمه سومی به صورت استخر کوچک روباز برای آبیاری دام‌های روستا و به خصوص دام‌های محله آشاغا باش استفاده می‌شود. علاوه بر مصارف فوق آب این چشمه‌های برای آبیاری سه باغ زیردست آن که به شام معروف هستند استفاده می‌شود. به این ترتیب که آب چشمه‌ها در دو استخر جداگانه که توسط صاحبان باغات احداث شده جمع‌آوری می‌شود و برای آبیاری درختان باغ یا سبزیجات کاشته شده و... استفاده می‌شود. به علت اهمیت حیاتی این محل برای اهالی روستا، همه طایفه‌های روستا در این محل مالکیت دارند و محل به صورت زمین‌های چند مترمربعی بین طایفه‌های روستا تقسیم شده‌است.

## دره آبشارها
شوله‌لر دره‌سی (به فارسی دره آبشارها) با داشتن ده‌ها آبشار بزرگ و کوچک یکی از نقاط مهم و دیدنی روستای قوزلو است. با توجه به ویژگی‌ها خاص و منحصربه‌فرد این دره به مانند تعداد بی‌شمار آبشار ریز و درشت و همچنین طول نسبتاً زیاد آن و همچنین همراهی با جلوه طبیعی منطقه به مانند کوه و سنگ و درخت؛ در صورت شناسانده شدن به صورت یک جاذبه طبیعی و با فراهم کردن خدمات گردشگری در اطراف آن می‌تواند به عنوان یکی از مهمترین جاذبه‌های منطقه مغان و استان اردبیل درآید. این دره در شعبه قوزلوچای رودخانه اوجرلو چای واقع شده و از آبشارهای مهم آن میتوان به بویوک شوله، قیزیل قایا شوله‌سی، یوخاری شوله و... اشاره کرد.
بویوک شوله با ارتفاع حدود ۲۱ متر، در حد فاصل روستاهای قوزلو و شاوون و یوخاری شوله با ارتفاع ۱۶ متر در ۳۰۰ متری جنوب شرقی روستا از دیدنی‌ترین آبشارهای آن می‌باشد. آبشارهای دیگر با ارتفاعهای زیر ۱۶ متر به صورت متوالی در طول دره قرار گرفته‌اند. در پایین دست رودخانه قوزلو چای – نرسیده به روستای شوون و بعد از بویوک شوله، آبشار خاصی وجود ندارد.
- ؛این ویدئو کلیپ أز آبشار بزرگ روستای قوزلو؛أردبیل دشت مغان می‌باشد؛
- ؛مسیرِ ویدئوی یوتیوب با کیفیت بالا؛

http://www.youtube.com/watch?v=hYNOmbW2eeY
- ؛مسیرِ ویدئوی آپارات با کیفیت پائین؛

https://web.archive.org/web/20150923185354/http://www.aparat.com/v/LUDMq